# Hogna idonea
Hogna idonea är en spindelart som beskrevs av Roewer 1959. Hogna idonea ingår i släktet Hogna och familjen vargspindlar. Inga underarter finns listade i Catalogue of Life.